# Kortkerossky (huyện)
Huyện Kortkerossky (tiếng Nga: ? райо́н) là một huyện hành chính tự quản (raion), của Cộng hòa Komi, Nga. Huyện có diện tích 19748 kilômét vuông, dân số thời điểm ngày 1 tháng 1 năm 2000 là 25900 người. Trung tâm của huyện đóng ở Kortkeros.